# Timmie Rogers
Timmie Rogers, pseudonimo di Timothy John Anerum (Detroit, 4 luglio 1915 – Los Angeles, 17 dicembre 2006), è stato un comico, cantautore, attore e bandleader statunitense, che è apparso in molti programmi televisivi nazionali negli anni '60 e '70.
Rogers è stato uno dei primi comici neri a permettersi di rivolgersi direttamente a un pubblico bianco quando lavorava. Prima di Rogers i comici afroamericani dovevano lavorare in coppia o in gruppo, solo conversando tra loro e dovevano interpretare un personaggio, mentre i comici bianchi popolari, come Bob Hope e Jack Benny, potevano recitare da soli. Rogers lavorava da solo, si vestiva sempre bene, indossava spesso uno smoking e non portava mai la faccia nera.
Il suo umorismo era educato, aggiornato e politico. Rogers è stato inserito nella National Comedy Hall of Fame nel 1993 ed è spesso chiamato il Jackie Robinson della commedia, perché ha aperto la porta ad altri artisti come Dick Gregory e Bill Cosby.

## Biografia
Timmie Rogers nacque a Detroit. All'età di otto anni guadagnava soldi ballando per strada. All'età di 12 anni scappò di casa e trovò un lavoro come lavapiatti su una barca, dove imparò le lingue dei cuochi; alla fine, ne parlava nove. Rogers avrebbe poi scritto e registrato in francese e tedesco. Più tardi pulì i posaceneri in una sala da ballo locale, assorbì ciò che vide e fu invitato a ballare sul palco prima delle recite. Nel 1932 Rogers faceva parte di una squadra di danza di successo, Timmie & Freddie, che si esibiva nel circuito del vaudeville. Si separarono nel 1944 mentre i neri di tutto il paese stavano sviluppando una voce collettiva in nome dei diritti civili, e Rogers decise di provare a riuscirci da solo, a modo suo.

## Carriera
Era conosciuto come il Pioniere sconosciuto della commedia (nera). Insisteva per non indossare la blackface quando si esibiva nella sua commedia e si dimostrò risoluto con la sua convinzione. Il suo slogan era "Oh Yeah!" ed è stata una parte della sua recitazione per oltre 50 anni. Nel 1949 Rogers recitò nel primo film in prima serata nero Uptown Jubilee sulla Televisione CBS.
Fu anche una guest star ricorrente nel The Jackie Gleason Show per oltre 12 anni e avrebbe continuato a lavorare con Jackie Gleason per i successivi trent'anni. In seguito Rogers ha attribuito a Gleason il merito di avergli dato visibilità nazionale che aiutò la sua carriera. Rogers ha anche scritto musica tra cui If You Can’t Smile and Say Yes (Se non riesci a sorridere e dire di sì), una canzone registrata da Nat King Cole, ha anche scritto canzoni per Carmen McRae e Sarah Vaughan. Alla fine degli anni '50 e vivendo a Filadelfia, registrò su Cameo-Parkway Records. I suoi successi includono Back to School Again e I Love Ya, I Love Ya, I Love Ya.

## Morte
Il 17 dicembre 2006 Rogers morì per cause sconosciute a Los Angeles all'età di 91 anni. Gli sopravvissero da due figlie, cinque nipoti e un pronipote.